# Europa-Park
Europa-Park najveći je zabavni park u Njemačkoj smješten u mjestašcu Rust u saveznoj državi Baden-Württemberg. Prostire se na 950 000 četvornih metara i zapošljava 3 600 djelatnika tijekom sezone (između ožujka i studenog). Otvoren je 12. lipnja 1975. godine. Tijekom 2016. godine posjetilo ga je više od 5,5 milijuna posjetitelja.
Europa-Park je u rujnu 2017. nagrađen Zlatnom ulaznicom američkog časopisa Amusement Today (hrv. "Zabava danas") i proglašen najboljim zabavnim parkom svijeta za tu godinu. Tri godine prije, zajedno uz pariški Disneyland podijelio je naslov najboljeg europskog zabavnog parka.
Park je podijeljen na 18 tematskih cjelina nazvanih po i posvećenoj jednoj od europskih država, a sadrži i 5 hotela, kamp i kinodvoranu.

## Vanjske poveznice
- europapark.de (njem.) Službene stranice